# 北門里 (臺南市北區)
北門里是臺灣臺南市北區的一個里，設立於2018年4月30日，由正風里、小康里和實踐里（部分）整併而成。該里東邊以長榮路五段246巷及實踐街39巷為界與永祥里相鄰，西邊以公園路為界與正覺里相鄰，北邊以柴頭港溪、甲頂路及中正南路52巷46弄為界與永康甲頂里相鄰，南邊以長榮路五段為界與大光里相鄰。

## 沿革
北門里一帶在清代位於臺灣府城北邊，屬於外武定里、永康下里，包括鄭仔寮、三份子等地點:244。
日治後期則屬於臺南市鄭子寮、三分子大字:244。
民國107年（2018年）4月30日，合併正風里、小康里和實踐里（部分）設立北門里。

## 其他
北區過去另外設置過一個北門里，設立於民國34年（1945年），得名自臺灣府城大北門:242。民國91年（2002年），該北門里與西華里合併成公園里。